# Daimler Truck
Daimler Truck Holding AG je německá akciová společnost vyrábějící nákladní automobily a autobusy, jak v Německu tak v zahraničí. Co do objemu produkce je největším výrobcem užitkových automobilů na světě.

## TovárnyDaimler Trucks(včetněDivize Autobusy)
Viz níže Daimler Trucks

### Daimler Trucks Evropa – Latinská Amerika
- Továrna Wörth, Německo: Actros, Atego, Axor, Econic, Unimog, Zetros
- Továrna Aksaray, Turecko: Axor, Atego a Unimog
- Továrna Mannheim, Německo: užitková vozidla a průmyslové motory, slévárna
- Továrna Kassel, Německo: nápravy a hnací hřídele, součásti
- Továrna Gaggenau a Werkteil Gaggenau, Rastatt, Německo: převodovky, nápravy a komponenty
- Továrna Kuppenheim, Německo (výstavba započata v roce 2009): karoseriové díly pro nákladní a osobní automobily
- Továrna São Bernardo do Campo: Axor, Atego, Accelo a jiné série vozidel, motory, převodovky, nápravy
- EvoBus -Továrna Dortmund, Německo: Mercedes-Benz mini autobusy (bývalá firma Karl Koch GmbH, v roce 2022 továrna odprodána společnosti Tremonia Mobility GmbH)
- Daimler Buses -Továrna Ulm/Neu-Ulm, Německo: autobusy a autokary Setra a Mercedes-Benz
- Daimler Buses -Továrna Mannheim, Německo: nízkopodlažní městské autobusy a elektrobusy Mercedes-Benz
- Daimler Buses -Továrna Holýšov, Česko: karoserie cestovních a meziměstských autobusů Setra, karoserie cestovních autobusů Mercedes-Benz, karosářské celky pro městské autobusy Mercedes-Benz Citaro
- Daimler Buses -Továrna Ligny, Francie: Mercedes-Benz městské autobusy nízkopodlažní
- Daimler Buses - Továrna Samano, Španělsko: autobusové podvozky
- Daimler Buses - Továrna Mercedes-Benz Türk Hosdere, Turecko : autobusy Conecto, Intouro, Tourismo, Setra MC 500 LE, Travego SHD, Tourrider

### Daimler Trucks Severní Amerika
- Cleveland Truck továrna, Cleveland (North Carolina), USA: třída 8
- Gastonia Parts továrna, Gastonia (North Carolina), USA: kabiny, podvozky, součásti
- Thomas Built Buses Inc., továrna na autobusy, High Point, (North Carolina), USA: školní autobusy
- Mount Holly Truck továrna (Severní Karolína), USA: střední nákladní automobily
- Portland Truck továrna, Portland, Oregon, USA: nákladní auta Western Star – 4900 EX, 4900 SA, 4900 FA a 6900 XD, nákladní automobily Freightliner – Century Class S/T, Columbia a Coronado a těžká vojenská vozidla
- Freightliner továrna na zákaznické šasi, Gafney (South Carolina), USA: podvozky pro speciální vozidla
- St. Thomas továrna na nákladní vozidla, St. Thomas (Ontario), Kanada: značky Sterling
- Santiago Tianguistenco, Edo de Mexico, Mexiko: továrna na nákladní vozidla značky Freightliner

### Daimler Trucks Asie
- Mitsubishi Fuso Truck & Bus, Kawasaki Plant, Kanagawa, Japonsko: nákladní vozidla značky Fuso, motory, komponenty
- Mitsubishi Fuso Truck & Bus, Oye Bus Plant, Aichi, Japonsko: autobusy
- Mitsubishi Fuso Truck & Bus, Nakatsu Plant, Kanagawa, Japonsko: hnací ústrojí, převodovky
- Mitsubishi Fuso Bus Manufacturing, Fuchu, Toyama, Japonsko: autobusy
- Mitsubishi Fuso Truck Europe, Tramagal, Portugalsko: lehké a střední nákladní vozidla značky Canter
- Mitsubishi Fuso Truck Thailand, Thajsko: lehké a střední nákladní vozidla